# Синхали
Синхалите (на синхалски: සිංහල ජාතිය, Sinhala Jathiya) са етническа група и коренното население на Шри Ланка. Те представляват около 75% от населението на страната. Синхалската идентичност се гради от език, историческо наследство и религия. Синхалите говорят на синхалски език (индоарийски език) и като цяло изповядват теравада будизма, макар малък процент от синхалите да са последователи на католицизма. Синхалите обитават главно централните, южните и западните части на Шри Ланка. Според поемата от 5 век Махавамса и трактата Дипавамса, написани на пали от будистки монаси в Шри Ланка, синхалите са потомци на заселниците, които идват на острова през 543 г. пр. н. е. от Индия, водени от принц Виджая.

## Произход
Съвременните генетични проучвания сочат към преобладаваща бенгалска жилка с малки тамилски и западноиндийски (гуджаратски) примеси. Изследванията сочат също, че синхалите притежават генетична връзка с източноазиатските и югоизточноазиатските населения, поради тясната им генетична връзка със Североизточна Индия. Някои генетични маркери сред синхалите сочат към влияния от Източна и Югоизточна Азия, много от които се срещат и сред населението на Североизточна Индия, с което синхалите имат генетична връзка.

## История
През първото хилядолетие пр. н. е. Шри Ланка е заселен от пришълци от континентална Индия, синхали и тамили. В етногенезиса на синхалите участва и коренното население на острова, което е с австралоиден произход. Първоначално на културата на острова влияят индийците и арабите. В периода 3 – 8 век съществува държава със столица в Анурадхапура, в която земеделието, занаятчийството и търговията са вече добре развити. В периода 8 – 13 век съществува държава със столица в Полонарува, през който се водят войни с южноиндийските държави. През 16 век част от острова попада в ръцете на португалците, през 17 век те са изместени от нидерландци, а в края на 18 век островът е завзет от британците, които му придават името Цейлон. През 1948 г. Цейлон получава статут на доминион, а през 1972 г. е приета нова конституция, чрез която се провъзгласява Република Шри Ланка.

### Етимология
Названието на синхалите най-вероятно произлиза от санскритското синхала, което ще рече „лъвски“. Древното названието на острова е Синхала Двипа или „Лъвски остров“.

## Култура
Синхалската култура е уникална и съществува от поне 2600 години. В голяма степен се основава на идеите на теравада будизма. Развита е главно в скулптурата, изящните изкуства, литературата, танците, поезията и широк набор от фолклорни вярвания и ритуални традиции. Древната синхалска каменна скулптура и надписи са известни по света и са главната привличаща сила за съвременния туризъм. Например, крепостта Сигирия е известна със своите стенописи. Фолклорните поеми са се пеели от работниците, акомпанирайки работата им и разказвайки историята на живота им. В идеалния случай, тези поеми са били съставени от четири реда, а специално внимание е било отправяно към модела на ритъм. Будистките фестивали се отличават с уникална музика, възползваща се от традиционните синхалски музикални инструменти.
Традиционните отрасли на синхалите са земеделието, риболова и отглеждането на кокосови палми. Скотовъдството е второстепенен отрасъл.

### Облекло
По традиция, по време на почивка синхалските жени носят саронг (сарама на синхалски). Мъжете носят ризи с дълъг ръкав със саронга, докато жените носят прилепнало яке с къс ръкав. В по-населените части, синхалските мъже носят и западняшки дрехи (костюми), докато жените носят поли и блузи. За официални и церемониални поводи жените носят традиционни дрехи в кандийски стил, които включват блуза, покриваща напълно корема, и е подчертано запасана отпред. Обаче, съвременното смесване на стиловете е довело до разголване на коремната област. Кандийският стил се счита за националното облекло на синхалските жени. То се използва и като униформа от стюардесите на Шриланкските авиолинии.

### Кухня
Синхалската кухня е една от най-комплексните кухни в Южна Азия. Поради близостта си с Южна Индия, синхалската кухня е повлияна от нея, но въпреки това е различна по много начини. Тъй като Шри Ланка е голям търговски възел, тя черпи влияние от колониалните сили и чуждестранните търговци. Оризът, който се консумира ежедневно, може да се намери навсякъде, докато лютивите кърита са често предпочитани ястие за обяд и вечеря. Някои от шриланкските ястия имат огромно сходство с тези на индийския щат Керала, което може да се дължи на сходните географски и селскостопански черти. Известно оризово ястие на синхалите е кирибат, което ще рече „мляко с ориз“. Кокосовото мляко се среща често в шриланкските ястия, придавайки им отличителен вкус. Широко използвани са подправките, от които може би най-използвана е канелата. През 15 и 16 век търговци на подправки и слонова кост от цял свят посещават Шри Ланка и донасят със себе си своите кулинарни традиции на острова, което води до богато разнообразие на техниките на готвене.

### Език и литература
Синхалите говорят на синхалски език, който има два варианта: устен и писмен. Това е индоарийски език, част от индоевропейското семейство. Езикът е донесен на острова от синхалите от Индия, които се заселват на Шри Ланка през 6 век пр. н. е. Синхалският се развива по различен начин от останалите индоарийски езици, поради географската си откъснатост от сестринските си езици. Той е повлиян от много езици, най-вече от пали (свещеният език на южния будизъм) и санскрит, и черпи много думи от тези езици. В днешно време в езика присъстват и доста английски думи, както останали от британското колониално наследство, така и вследствие на излагане на чуждата култура чрез телевизия, а в крайбрежните части се наблюдават и холандски и португалски заемки, пак останали от колониални времена.
Подемът на съвременната синхалска литература започва през 1950-те години. Съвременните синхалски писатели като Мартин Викрамасинге и Гинитхилаке Бандара Сенанаяке жънат международен успех. Късите разкази са много важна част от литературата на страната, а синхалските писатели създават повече къси разкази от англоезичните автори.

### Изкуство и архитектура
Много форми на шриланкските изкуства и занаяти черпят идеи от дългата будистка история и култура на острова, която на свой ред приема много регионални традиции. В много случаи, шриланкското изкуство произлиза от религиозни вярвания и е представено под много форми, като например картини, скулптури и архитектура. Един от най-видните аспекти на шриланкското изкуство са пещерите и храмовите рисунки, като например стенописите на Сигирия и религиозните картини в храма на зъба на Буда в Канди. Други популярни форми на изкуството са повлияни както от местните жители, така и от външните заселници.
Сред сценичните изкуства се открояват различни видове танци, които могат да целят както забавление, така и духовно прочистване. Ангампора е традиционното бойно изкуство на синхалите. То комбинира бойни техники, спорт, упражнения и медитация.
Развивайки индоарийскитете архитектурни умения към края на 6 век пр. н. е., синхалите построяват много архитектурни забележителности: Джетаванарамая, Абхайягири и Руванвелисая, които са едни от най-високите сгради в древния свят. Древните синхали развиват и хидравлична технология, чрез която построяват системи от резервоари, езерца, фонтани, ровове и напоителни системи. Традиционното селско жилище е наземно, има рамкова стълба, покрита със слама, палмови листа и керемиди. Изграждат се покрити веранди, а на пода се постилат рогозки.

### Религия
Формата на будизма в Шри Ланка е известна като теравада. Хрониките на пали твърдят, че синхалите като етническа група са предназначени да опазват и защитават будизма. През 1988 г. почти 93% от синхалскоговорещото население в Шри Ланка се определят като будисти. Днешните религиозни вярвания и обичаи показват, че синхалите са религиозна общност с комплексен мироглед. Поради близостта, а понякога и поради сходствата в някои доктрини, има много области, в които будистите и индуистите споделят еднакви религиозни виждания и обичаи.
Някои шрилакнските антрополози използват термина „протестантски будизъм“ за описване на вида будизъм, който се появява сред синхалите на Шри Ланка в отговор на протестантските мисионери и техните евангелистки дейности по време на британски колониален период. Този вид будизъм използва протестантските стратегии за организиране на религиозни обичаи.
В приморските провинции на Шри Ланка присъства значително синхалско християнско общество. Християнството е доведено тук от португалците, нидерландците и британците по време на техните съответни периоди на управление. Повечето синхалски християни са римокатолици, а малка част са протестанти. Културният им център е град Негомбо.
Религията има особено значение за синхалите. Според проучване от 2008 г., 99% от жителите на Шри Ланка считат религията за важна страна на ежедневния си живот.